# 警匪喋血戰
是一部1949年的黑色電影，主演有詹姆斯·卡格尼、維吉尼亞·梅奧和艾德蒙·奧布萊恩。由魯爾·窩路殊執導，編劇是伊萬·戈夫和班·羅伯茲，本片是基於維吉尼亞·凱洛格的故事改編而成。本片被認為是經典黑幫電影之一，於2003年被美國國會圖書館添加到國家影片登記表，稱為「文化上、歷史上或美學上有重要意義」。

## 演員

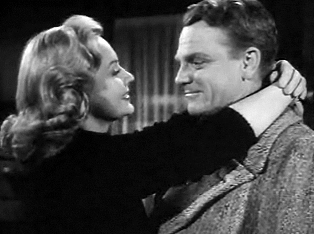
Verna（維吉尼亞·梅奧）和Arthur "Cody" Jarrett（詹姆斯·卡格尼）在《警匪喋血戰》的預告片。

- 詹姆斯·卡格尼 飾 Arthur "Cody" Jarrett
- 維吉尼亞·梅奧（英语：Virginia Mayo） 飾 Verna Jarrett
- 艾德蒙·奧布萊恩 飾 Hank Fallon，又名"Vic Pardo"
- 瑪格麗特·威徹利（英语：Margaret Wycherly） 飾 "Ma" Jarrett
- Steve Cochran（英语：Steve Cochran） 飾 "Big Ed" Somers
- Ford Rainey（英语：Ford Rainey） 飾 Zuckie Hommel
- 約翰·阿徹（英语：John Archer (actor)） 飾 Philip Evans
- Wally Cassell（英语：Wally Cassell） 飾 "Cotton" Valletti
- Fred Clark（英语：Fred Clark） 飾 Daniel "The Trader" Winston
- 伊恩·麥唐諾（英语：Ian MacDonald (actor)） 飾 "Bo" Creel
- 保羅·蓋佛爾（英语：Paul Guilfoyle (actor, born 1902)） 飾 Roy Parker
- Robert Osterloh（英语：Robert Osterloh） 飾 Tommy Ryley
- G·帕特·科林斯（英语：G. Pat Collins） 飾 "Reader" Curtin
- Fred Coby 飾 "Happy" Taylor

## 外部連結
- 互联网电影数据库（IMDb）上《White Heat》的资料（英文）
- TCM电影资料库上《White Heat》的资料（英文）
- AllMovie上《White Heat》的资料（英文）
- 美国电影学会目录上的《White Heat》（英文）
- 爛番茄上《White Heat》的資料（英文）
- Greatest Films Web Site（页面存档备份，存于）
- Francis Crowley at Crime Library
- Literature on White Heat（页面存档备份，存于）